# Allium saxatile
Allium saxatile es una especie de planta bulbosa del género Allium, perteneciente a la familia de las amarilidáceas, del orden de las Asparagales.
Se distribuye desde el sudeste de Europa hasta China.

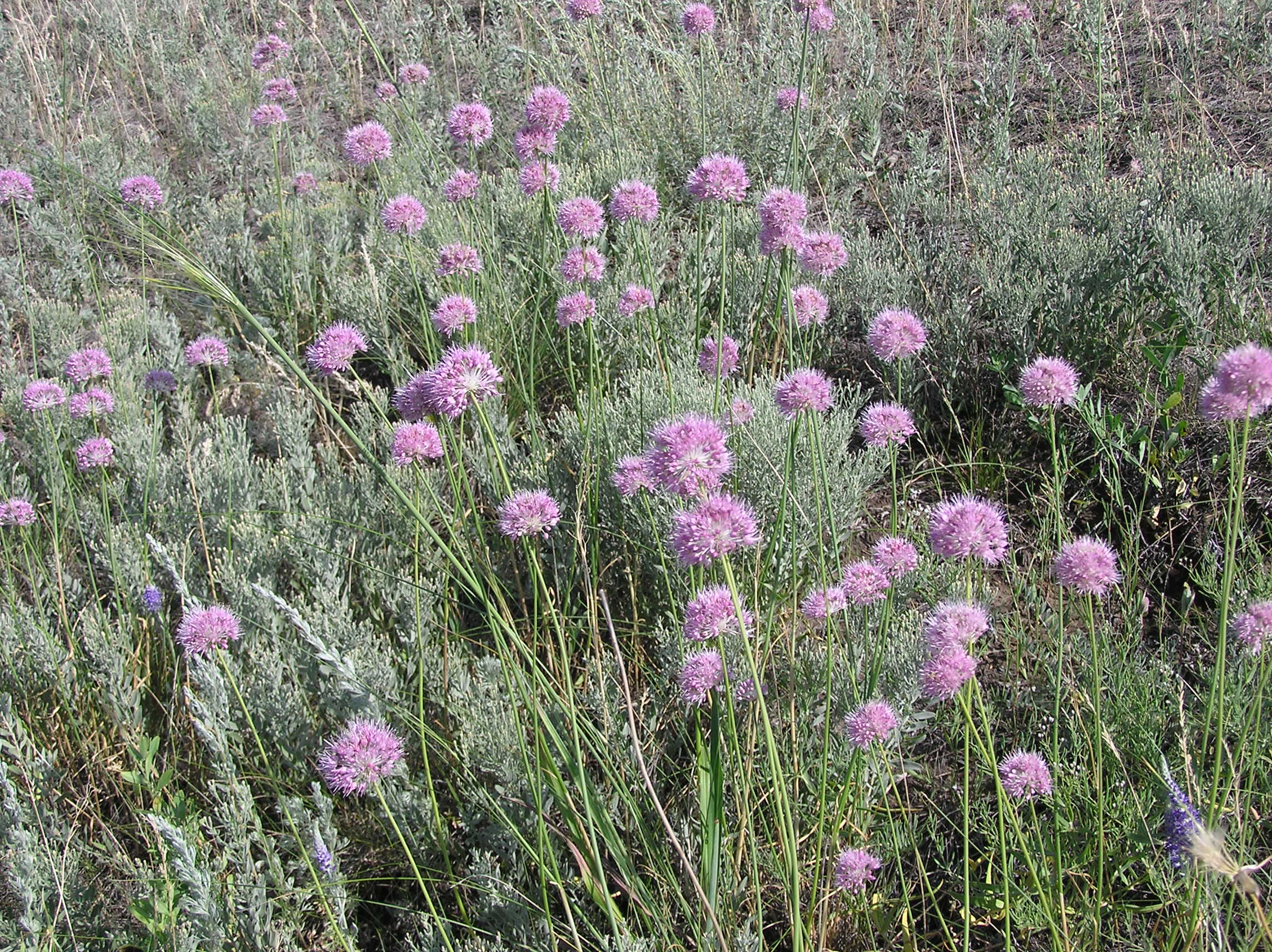
En su hábitat

## Descripción
Allium saxatile tiene bulbos, generalmente agrupados, ovoides, cilíndricos, de 0,7 - 1,5 cm de diámetro; con túnica marrón a marrón rojizo, coriáceos. Las hojas más cortas que la inflorescencia, de 0,5 - 1,5 mm de ancho, semicilíndricas, adaxialmente canalizadas, suave, a veces escabrosas-denticuladas. Escapo de 20 a 60 cm, cilíndricos, sólidos, lisos, cubiertos con las vainas de las hojas en 1 / 3 de su longitud. Umbela globosa, densamente cubierta con muchas flores. Perianto de color rojo púrpura a rojo pálido, rara vez blanco, con segmentos de nervio central más oscuro. Tiene un número cromosomático de 2 n = 16, 32.

## Distribución y hábitat
Se encuentra en las laderas secas; a una altitud de 1100 - 3100 metros en Xinjiang, (Altay Shan, Tarbagatay Shan, Tian Shan), Kazajistán, Rusia y Europa.

## Taxonomía
Allium saxatile fue descrita por Friedrich August Marschall von Bieberstein y publicado en Tableau des provinces situees sur la cote occidentale de la Mer caspinne..." 114, en el año 1798.
Etimología
Allium: nombre genérico muy antiguo. Las plantas de este género eran conocidos tanto por los romanos como por los griegos. Sin embargo, parece que el término tiene un origen celta y significa "quemar", en referencia al fuerte olor acre de la planta. Uno de los primeros en utilizar este nombre para fines botánicos fue el naturalista francés Joseph Pitton de Tournefort (1656-1708).
saxatile: epíteto latino que significa "que crece entre rocas".
Sinonimia
| - Allium caucasicum M.Bieb. - Allium caucason Turra ex Sacc. - Allium chloranthum Schur - Allium dshungaricum Vved. - Allium globosum M.Bieb. ex DC. - Allium globosum M.Bieb. - Allium globosum var. ochroleucum Regel - Allium globosum var. savranicum (Besser) Nyman - Allium globosum var. saxatile (M.Bieb.) Nyman - Allium globosum var. stevenii (Willd. ex Ledeb.) Nyman - Allium gmelinianum Miscz. ex Grossh. - Allium moly Griseb. & Schur ex Regel | - Allium ochroleucum Rchb. - Allium paniculatum Ker Gawl. - Allium rupestre Fisch. ex Schrank - Allium ruprechtii Boiss. - Allium savranicum Besser - Allium sordidum Schur - Allium stevenii Willd. ex Ledeb. - Allium stevenii var. saxatile (M.Bieb.) Regel - Allium tenuifolium Schur - Allium xanthicum var. chloranthum Nyman - Schoenissa caucasea Salisb. |